# McKinley Wright
McKinley Wright IV (ur. 25 października 1998 w Minneapolis) – amerykański koszykarz, występujący na pozycji rozgrywającego, od 2023 zawodnik Budućnost Voli.
W 2017 został wybrany najlepszym zawodnikiem szkół średnich stanu Minnesota (Minnesota Mr. Basketball).
15 października 2022 jego umowa z Dallas Mavericks została przekonwertowana, co umożliwiało mu występy zarówno w NBA, jak i zespole NBA G League – Texas Legends. 22 lipca 2023 dołączył do czarnogórskiego Budućnost Voli.

## Osiągnięcia
Stan na 10 października 2023, na podstawie, o ile nie zaznaczono inaczej.
NCAA
- Uczestnik II rundy turnieju NCAA (2021)
- MVP turnieju Paradise Jam (2018)
- Zaliczony do:
  - I składu:
    - Pac-12 (2019–2021)
    - turnieju:
    - Pac-12 (2019, 2021)
    - Paradise Jam (2018)
    - defensywnego Pac-12 (2020)
    - najlepszych pierwszorocznych zawodników Pac-12 (2018)

  - honorable mention:
    - All-American (2021 przez Associated Press)
    - Pac-12 (2018)
- Lider konferencji Pac-12 w:
  - średniej asyst (5,7 – 2021)
  - liczbie asyst (182 – 2021)
- Zawodnik tygodnia Pac-12 (8.01.2018, 6.01.2020, 30.11.2020, 28.12.2020, 18.01.2021, 1.03.2021)